# Panhuang
Panhuang (kinesiska: 潘黄, 潘黄镇) är en köping i Kina. Den ligger i provinsen Jiangsu, i den östra delen av landet, omkring 190 kilometer nordost om provinshuvudstaden Nanjing. Antalet invånare är 74799. Befolkningen består av 36 225 kvinnor och 38 574 män. Barn under 15 år utgör 16,0 %, vuxna 15-64 år 78 %, och äldre över 65 år 5,0 %.
Genomsnittlig årsnederbörd är 985 millimeter. Den regnigaste månaden är juli, med i genomsnitt 237 mm nederbörd, och den torraste är januari, med 21 mm nederbörd.